# یارانسک
شهر یارانسک (به روسی: Яранск) در کشور روسیه و در اوبلاست کیروف واقع شده‌است.